# 馬木村
馬木村（まきむら）は、島根県仁多郡にあった村。現在の奥出雲町大馬木、小馬木にあたる。

## 地理
- 河川：大馬木川[1]、小馬木川[2]
- 山岳：烏帽子山[1]、吾妻山[3]

## 歴史
- 1889年（明治22年）4月1日、町村制の施行により、仁多郡大馬木村、小馬木村が合併して村制施行し、馬木村が発足[1][4]。
- 1894年（明治27年）馬木村駐在所開設[3]。
- 1899年（明治32年）馬木郵便局開設[2]。1904年（明治37年）大字大馬木に移転[2]。
- 1957年（昭和32年）9月20日、仁多郡横田町、鳥上村、八川村と合併し斐上町を新設して廃止された[1][4]。

## 産業
- 農業、薪炭[2]

## 教育
- 1947年（昭和22年）村立馬木中学校開校[2]。
- 1955年（昭和30年）4月、村立家政女学校開校[1]。1960年（昭和35）閉校[2]。